# Flugplatz Lord-Howe-Insel

i7
i11
i13
Der Flugplatz Lord-Howe-Insel (englisch Lord Howe Island Airport, IATA: LDH, ICAO: YLHI) ist der einzige Flugplatz der gleichnamigen Lord-Howe-Insel.
Der Flugplatz besitzt außer seiner Landebahn eine Abstellfläche, welche Platz für zwei Flugzeuge kleinerer Größe bietet, sowie ein kleines Abfertigungsgebäude.
Die Landebahn selbst liegt etwa mittig auf der Insel in diagonaler Lage und endet an beiden Seiten kurz vor dem Meeresufer der Tasmansee. Sie hat eine Länge von knapp 1005 Meter, wovon allerdings nur 886 Meter als Landebahn genutzt werden dürfen (die restlichen knapp 120 Meter sind nur für Starts auf der Bahnrichtung 28 zugelassen).

## Fluggesellschaften und Ziele
2008 flogen Qantas Airways und Australian Air Express mehrfach pro Woche von Sydney und Brisbane aus die Insel an.
Neben Touristen werden vor allem auf der Insel produzierte Setzlinge von Kentia-Palmen per Luftfracht transportiert.

## Anfahrt
Auf Grund der geringen Größe der Insel gibt es nur wenige Fahrzeuge und keinen öffentlichen Nahverkehr. Der Flugplatz wird an zwei Seiten von einer Straße begrenzt, über die er direkt erreichbar ist.

## Geschichte
Anfangs hatte die Insel keine Landebahn, sondern wurde von Wasserflugzeugen angeflogen, welche innerhalb der von einem Korallenriff gebildeten Lagune wasserten.
Auf Grund des steigenden Flugverkehrs, einerseits durch zunehmende touristische Nutzung und vor allem durch den wachsenden Export von Kentia-Palmen-Setzlingen, wurde in den 1980er Jahren auf der Insel eine feste Landebahn gebaut.